# Das Duo: Der Sumpf
Der Sumpf ist ein deutscher Fernsehfilm von Thorsten Näter aus dem Jahr 2006. Es handelt sich um den 13. Filmbeitrag der ZDF-Kriminalfilmreihe Das Duo. Der Film wurde in Lübeck gedreht und am 28. Oktober 2006 um 20:15 Uhr im ZDF erstausgestrahlt.

## Handlung
In einem kleinen Nordseedorf wird die siebzehnjährige Irena Walters erschlagen im Wald aufgefunden. Kommissarin Marion Ahrens befragt als erstes ihre Freundin Christine Petersen, kann aber von ihr keinerlei Anhaltspunkte zum Tatmotiv bekommen. Ihre andere Freundin Lisa Ottrop ist ebenso wortkarg. Etwas mitteilungsfreudiger ist Irenas ehemaliger Freund Jürgen Lüders, von dem die Kommissarinnen Ahrens und Hertz erfahren, dass Irena sexuell sehr aktiv war und sogar mit dem Freund ihrer Mutter geschlafen hätte. Da Ronaldo Fahrina ein kleines Vorstrafenregister besitzt, konzentrieren sich die Kommissarinnen zuerst auf ihn. So wie es aussieht, hat der das ganze Dorf mit Drogen versorgt. Irena hatte ihn deshalb erpresst, so wie sie auch andere Dorfbewohner in der Hand hatte, weil sie sich gern wichtig gemacht hatten.
Unerwartet unternimmt Christine Petersen einen Selbstmordversuch und gesteht Kommissarin Ahrens, dass sie an Irenas Tod Schuld habe. Sie sagt aus, an jenem Abend ihre Freundin gesehen, ihr aber nicht geholfen zu haben. Während sie mit Ahrens spricht, hört sie plötzlich ein auffälliges Geräusch, wie sie es auch in jener Nacht gehört hatte. Das führt zu Jürgen Lüders, der einen Motorroller fährt, von dem dieses Geräusch stammte. Als die Kommissarinnen erneut bei ihm auftauchen, gibt er die Tat zu. Er hätte Irena geliebt, als er sie dann mit einem anderen Mann im Auto gesehen hatte, sei er ihr nachgefahren, um sie zur Rede zu stellen. Doch sie hätte ihn nur ausgelacht und verhöhnt, sodass er sie in seiner Wut mit einem Stein erschlagen hätte. 
Den Stein finden Ahrens und Hertz in Lüders Garten. Er wollte, „dass er einen guten Platz hat“.

## Kritik
Tilmann P. Gangloff meinte bei tittelbach.tv anerkennend: „‚Der Sumpf‘ ist der zweite Fall für das Duo aus Lübeck in neuer Besetzung, und erneut zeigt sich, dass der Reihe der Wechsel von Ann-Kathrin Kramer zu Lisa Martinek keineswegs geschadet hat. Die Gegensätze zwischen den beiden Kommissarinnen treten nun viel deutlicher zu Tage: hier die abwartende, beobachtende ältere Ahrens, dort die forsche, impulsive, provokative Clara Hertz.“ „Mitunter fallen die Dialoge allzu bedeutungsschwanger aus, aber selbst das passt in die fast schon unwirkliche Atmosphäre dieses Dorfes, in dem jeder den anderen ständig belauert. Gekonnt streut Näter immer wieder kleine Humoresken ein.“
Bei Quotenmeter.de wertete Andreas Markhauser: „Regisseur Thorsten Näter schafft eine bedrückende, dunkle Atmosphäre und setzt die Tristheit einer von Drogen verseuchten Provinz gekonnt in Szene. Dabei entwirft er durchwachsene und undurchsichtige Charaktere, die das Bild ihres Dorfes verschleiern und so einen großen Spielraum für Vermutungen der Ermittlerinnen lassen. Die mühsame Spurensuche hält bis zum Schluss an; die Fährte schlägt dabei zahlreiche Wendungen ein.“
Für das Lexikon des internationalen Films war Das Duo: Der Sumpf ein „konfektionierter Krimi im Fernsehserien-Format.“